# Каняно Варано
Каня̀но Вара̀но (на италиански: Cagnano Varano) е градче и община в Южна Италия, провинция Фоджа, регион Пулия. Разположен е на 165 m надморска височина. Населението на общината е 7697 души (към 2010 г.).